# Норт-Ігл-Бютт (Південна Дакота)
Норт-Ігл-Бютт (англ. North Eagle Butte) — переписна місцевість (CDP) в США, в окрузі Дьюї штату Південна Дакота. Населення — 1879 осіб (2020).

## Географія
Норт-Ігл-Бютт розташований за координатами 45°1′14″ пн. ш. 101°13′53″ зх. д. / 45.02056° пн. ш. 101.23139° зх. д. (45.020519, -101.231272).  За даними Бюро перепису населення США в 2010 році переписна місцевість мала площу 23,60 км², з яких 23,57 км² — суходіл та 0,03 км² — водойми.

## Демографія
Згідно з переписом 2010 року, у переписній місцевості мешкали 1954 особи в 569 домогосподарствах у складі 423 родин. Густота населення становила 83 особи/км².  Було 626 помешкань (27/км²).
Расовий склад населення:
| - 92,4 % — корінних американців - 4,4 % — білих - 0,2 % — чорних або афроамериканців - 0,1 % — азіатів |

До двох чи більше рас належало 2,7 %. Частка іспаномовних становила 1,6 % від усіх жителів.
За віковим діапазоном населення розподілялося таким чином: 38,9 % — особи молодші 18 років, 54,2 % — особи у віці 18—64 років, 6,9 % — особи у віці 65 років та старші. Медіана віку мешканця становила 25,1 року. На 100 осіб жіночої статі у переписній місцевості припадало 92,5 чоловіків;  на 100 жінок у віці від 18 років та старших — 89,1 чоловіків також старших 18 років.
Середній дохід на одне домашнє господарство  становив 39 680 доларів США (медіана — 28 750), а середній дохід на одну сім'ю — 44 264 долари (медіана — 32 232). Медіана доходів становила 31 488 доларів для чоловіків та 25 074 долари для жінок. За межею бідності перебувало 35,2 % осіб, у тому числі 35,7 % дітей у віці до 18 років та 23,2 % осіб у віці 65 років та старших.
Цивільне працевлаштоване населення становило 527 осіб. Основні галузі зайнятості: освіта, охорона здоров'я та соціальна допомога — 46,1 %, публічна адміністрація — 19,0 %, будівництво — 7,2 %, роздрібна торгівля — 6,8 %.